# Return to Forever
Return to Forever byla americká hudební skupina, kterou vede klavírista Chick Corea. Kromě Corei je jediným stálým členem baskytarista Stanley Clarke. Dále ve skupině v různých obdobích působili například kytarista Al Di Meola a perkusionista Airto Moreira. Své první album nazvané Return to Forever skupina vydala v roce 1972 (vyšlo pod Coreovým jménem). První album, které vyšlo pod hlavičkou skupiny, dostalo název Light as a Feather (1973). Skupina se rozpadla v roce 1977, později byla několikrát jednorázově obnovena, například v roce 2011.